# 计亮年
计亮年（1934年4月20日—2024年4月2日），男，籍贯浙江鄞县，生于上海，中国化学家，中山大学教授，中国科学院院士。

## 生平
1934年4月20日，计亮年生于上海市马当路普庆里10号一户殷实的人家，父亲计竹卿当时是英国泰晤士报驻上海分社职员，母亲是家庭妇女。计竹卿夫妇育有六女两子，计亮年是最小的一个。但1937年7月，卢沟桥事变爆发，日本开展全面侵华；当年8月，上海沦陷，计亮年父亲的工作失去保障，一家生活变得窘迫。1940年，计亮年六岁那年，母亲因肺结核去世；三年之后，父亲也因肺结核离去。
1948年，14岁的计亮年为了生计，开始在上海一个皮革制品作坊当学徒。1949年5月上海解放后，计亮年获得一个半工半读的机会。为了弥补以前落下的功课，计亮年学习刻苦认真，最后仅用三年就补完了初中和高中的课程。1952年9月，计亮年以优异成绩考入山东大学化学系。1956年7月，计亮年从山东大学毕业。
1956年9月，大学毕业的计亮年前往北京大学技术系放射化学研究班进修，任助教和访问学者。1959年9月，计亮年又到南京大学化学系教育部配位化学研究班进修，师从戴安邦和苏联专家萨维奇教授。1960年9月，计亮年到衡阳矿冶工程学院工作，担任讲师。1972年9月，计亮年调入广东矿冶学院，任讲师。
1975年11月，41岁的计亮年进入中山大学，担任化学系讲师。1986年，计亮年成为中山大学教授。1994至1999年，计亮年担任中山大学化学与化学工程学院首任院长。2003年，计亮年当选中国科学院化学部院士。

## 成就
计亮年致力研究生物无机化学，主要贡献有：
- 系统地研究了钌等小分子配合物的组成、结构与DNA的作用及其机理。
- 具有酶功能的新型配合物的合成及金属模拟酶的结构、性能及应用的研究。